# Apatania jemtlandica
Apatania jemtlandica là một loài Trichoptera trong họ Apataniidae. Chúng phân bố ở miền Cổ bắc.